# Фаэ, Эмерс
Эме́рс Фаэ́ (фр. Emerse Faé; род. 24 января 1984[…], Нант, метрополия Франции) — ивуарийский футболист, выступавший на позиции полузащитника, тренер. Играл за клуб «Ницца» и сборную Кот-д’Ивуара.

## Клубная карьера
Воспитанник «Нанта», Фаэ дебютировал за команду 26 июля 2003 в матче третьего раунда Кубка Интертого. Сыграв за «Нант» более ста встреч, в 2007 году Фаэ перешёл в английский «Рединг» за 2,5 млн £. Во время участия в Кубке африканских наций 2008 Фаэ подхватил малярию. Вскоре не попавший в стартовый состав игрок отказался играть за дубль «Рединга». В июне 2008 игрок вернулся во Францию, перейдя в «Ниццу» на правах аренды с правом выкупа игрока через полгода. 18 октября 2009 Фаэ был удалён с поля в матче с «Лорьеном», после чего использовал нецензурную лексику по отношению к судье. За этот поступок Фаэ был дисквалифицирован на три матча.
В 2012 году закончил свою карьеру. Причиной такого решения игрока стал флебит.
В юности игрок выступал за французские юниорские и молодёжную сборные, но в 2005 году принял решение выступать за сборную Кот-д’Ивуара, в составе которой игрок выступал на кубках африканских наций 2006, 2008 и 2010 и на ЧМ-2006. На ЧМ-2010 Фаэ не попал, хотя был в предварительном составе.

## Тренерская карьера
После окончания карьеры стал тренером. В этом качестве Фаэ долгое время работал с юниорскими командами «Ниццы». В 2022 году возглавил молодёжную сборную своей страны и вошёл в тренерский штаб основной национальной команды. 25 января 2024 года после того, как ивуарийцы заняли третье место в своей группе на домашнем Кубке африканских наций был отправлен в отставку наставник сборной француз Жан-Луи Гассе. Через несколько дней стало понятно, что этот результат позволит «слонам» выйти в плей-офф. В качестве исполняющего обязанности главного тренера ими будет руководить Фаэ. Об этом было объявлена в день его 40-летия. Однако по информации L’Equipe, в руководство местной федерации осталось неудовлетворены сохранением молодого специалиста у руля Кот-д’Ивуара до конца турнира. В связи с этим они оказались заинтересованы во временном приглашении в сборную её бывшего наставника Эрве Ренара. Под руководством Фаэ ивуарийцы вначале в серии пенальти одолели одного из главных фаворитов турнира — Сенегал (1:1, 5:4). Затем в 1/4 финала «слоны» на исходе основного времени матча сравняли счёт с Мали, а на последней минуте овертайма вырвали победу (2:1 д.в.). В финале Кубка африканских наций ивуарийцы обыграли сборную Нигерии (1:2) и в четвёртый раз стали обладателями трофея. По итогам турнира Эмерс Фаэ был признан лучшим главным тренером.

## Достижения
Тренерские
 Сборная Кот-д’Ивуара
- Обладатель Кубка африканских наций 2023